# Opowieści z ciemnej strony (film 1990)
Opowieści z ciemnej strony (ang. Tales from the Darkside: The Movie) – amerykańska antologia filmowa grozy z 1990 roku w reżyserii Johna Harrisona na podst. serialu antologicznego grozy pod tym samym tytułem autorstwa George’a A. Romero.
Film często określany jest jako trzecia część serii filmowej Creepshow (Koszmarne opowieści, Creepshow 2 – Opowieści z dreszczykiem) reżyserii George'a A. Romero i Stephena Kinga, jednak klimat filmu jest podobny do serialu Opowieści z ciemnej strony.

## Fabuła

### Epizod ramowy: Prolog
Żyjąca na spokojnym przedmieściu czarownica Betty więzi w spiżarni małego chłopca Timmy’ego. Ma on zostać zjedzony na przyjęciu przygotowanym dla przyjaciółek Betty. Chłopiec czyta jej opowieści z książki Opowieści z ciemnej strony, aby odwlec „wyrok”.

### „Lot 249”
- Na podst. opowiadania Mumia zmartwychwstała Arthura Conana Doyle’a opublikowanego w magazynie „Harper’s Magazine” we wrześniu 1892.

Studentka Susan i jej chłopak Lee wrabiają w kradzież kolegę z roku – Edwarda Bellinghama, aby zniweczyć jego szanse na zdobycie stypendium, o które rywalizowali. W ramach zemsty Bellingham ożywia mumię i używa jej do zamordowania Susan i Lee. Brat Susan, Andy, który był obecny przy ożywianiu mumii, więzi Bellinghama i zmusza go do wezwania mumii.

### „Cat From Hell”
- Na podst. opowiadania Stephena Kinga pod tym samym tytułem opublikowanego w magazynie „Cavalier” w marcu 1977.

Milioner Drogan wynajmuje płatnego mordercę Halstona do zabicia czarnego kota, który w jego opinii doprowadził do śmierci członków jego rodziny. Drogan podejrzewa, że to forma kary za to, że jego firma w ramach testów produkowanego przez nią leku zabiła tysiąc kotów. Halston nie wierzy w historię, ale przyjmuje zlecenie, wiedząc, że dostanie za nie 100 tys. dolarów. Zadanie zlecone mordercy kończy się fiaskiem i to ostatecznie kot go morduje. Wracający Drogan odkrywa zwłoki Halstona, z których wychodzi kot i powoduje u milionera śmiertelny zawał serca.

### „Lover’s Vow”
- Na podst. japońskiej legendy o Yuki-onna spisanej w zbiorze „Kwaidan, czyli opowieści niesamowite” Lafcadio Hearna z 1904.

Spłukany artysta Preston jest świadkiem morderstwa dokonanego przez gargulca, który zmusza go do trzymania w tajemnicy zaistniałego zdarzenia. Po chwili spotyka w alejce samotną kobietę Carolę, próbującą znaleźć taksówkę. Oferuje jej skorzystanie z telefonu w swojej pracowni. Wkrótce on i Carola nawiązują romans. Dzięki znajomościom Caroli sztuka Prestona osiąga niebywały sukces. Po jakimś czasie Preston i Carola biorą ślub i doczekują się dwójki dzieci. W dziesiątą rocznicę rozpoczęcia ich znajomości Preston decyduje się opowiedzieć żonie o wydarzeniu z gargulcem. Wstrząśnięta Carola wykrzykuje o złamaniu obietnicy – to ona była gargulcem spotkanym dekadę temu. Carola transformuje się z powrotem w gargulca, także ich dzieci zmieniają się w gargulce. Carola zabija Prestona, po czym odlatuje ze swoimi dziećmi na gzyms przeciwnego budynku i od tej pory są kamiennymi posągami o smutnych twarzach.

### Epizod ramowy: Epilog
Timmy twierdzi, że ma jeszcze jedną opowieść do przeczytania z powodu szczęśliwego zakończenia. Niecierpliwa Betty odpowiada, że żadna z historii w książce nie ma szczęśliwego zakończenia i decyduje się go zabić. Chłopiec rzuca kilka kulek na podłogę, powodując poślizg i upadek czarownicy. Timmy’emu udaje się uwolnić z więzienia i wpycha Betty do jej własnego piekarnika. Chłopiec zajada się ciastkami pytając się widowni, czy kocha szczęśliwe zakończenia.

## Obsada
| Epizod ramowy - Deborah Harry – Betty - Matthew Lawrence – Timmy | Lot 249 - Steve Buscemi – Bellingham - Julianne Moore – Susan - Christian Slater – Andy - Robert Sedgwick – Lee - Donald Van Horn – tragarz - Michael Deak – mumia - George Guidall – dyrektor muzeum - Kathleen Chalfant – dziekanka - Ralph Marrero – taksówkarz | Cat From Hell - William Hickey – Drogan - David Johansen – Halston - Paul Greeno – taksówkarz - Alice Drummond – Carolyn - Dolores Sutton – Amanda - Mark Margolis – Gage | Lover’s Vow - James Remar – Preston - Rae Dawn Chong – Carola / gargulec - Robert Klein – Wyatt - Ashton Wise – Jer - Philip Lenkowsky – Maddox - Joe Dabenigno – policjant #1 - Larry Silvestri – policjant #2 - Donna Davidge – bywalec galerii - Nicole Rochelle – Margaret - Daniel Harrison – John |

## Produkcja
Po sukcesie swojej antologii filmowej Koszmarne opowieści (1982) George A. Romero rozważał zaadaptować film jako serial telewizyjny. W związku z brakiem posiadania pełni praw do tytułu stworzył serial Opowieści z ciemnej strony również będący antologią o tematyce grozy. Serial był emitowany w latach 1983–1988. Na bazie popularności serialu zdecydowano na pełnometrażową wersję. Reżyser John Harrison współpracował wcześniej z Romero przy wielu projektach, w tym przy serialowych Opowieściach z ciemnej strony i Koszmarnych opowieści, tworząc muzykę do tego ostatniego. W filmie pojawiła się adaptacja „Cat from Hell” Kinga, która pierwotnie miała pojawić się w Creepshow 2 – Opowieści z dreszczykiem, ale została odrzucona ze względów budżetowych.

## Premiera i odbiór
Opowieści z ciemnej strony został wydany 4 maja 1990 roku w Stanach Zjednoczonych i w weekend otwarcia zajął trzecie miejsce. Był umiarkowany sukcesem kasowym i łącznie zarobił 16,3 milionów dolarów.  
Film otrzymał mieszane recenzje. Michael Wilmington z „Los Angeles Times”, skrytykował wybory reżyserskie Harrisona, ale stwierdził, że „pod krwią i wnętrznościami kryje się więcej mózgu niż zwykle”. Richard Harrington z „The Washington Post” nazwał film „kiepskim wysiłkiem”. „TV Guide” uznał ten film za „nudną, pochodną antologię horroru”, stwierdzając, że jest „przepełniony efektowną pracą kamery i ozdobnikami stylistycznymi filmu noir, które kładą zamiast napędzać i tak już słabe historie”. 
W związku ze złym odbiorem Creepshow 3 (2006) i faktem, że Romero i King nie pracowali na nim, niektórzy, w tym twórca efektów Koszmarnych opowieści Tom Savini, określali Opowieści z ciemnej strony prawdziwym Creepshow 3 ze względu na podobny ton, klimat i powiązania produkcyjne z pierwszymi dwoma filmami. 